# Liste der Bodendenkmäler in Grainet
Auf dieser Seite sind die Bodendenkmäler in der niederbayerischen Gemeinde Grainet zusammengestellt. Diese Tabelle ist eine Teilliste der Liste der Bodendenkmäler in Bayern. Grundlage ist die Bayerische Denkmalliste, die auf Basis des Bayerischen Denkmalschutzgesetzes vom 1. Oktober 1973 erstmals erstellt wurde und seither durch das Bayerische Landesamt für Denkmalpflege geführt wird. Die folgenden Angaben ersetzen nicht die rechtsverbindliche Auskunft der Denkmalschutzbehörde.

## Bodendenkmäler in Grainet
| Lage       | Objekt | Akten-Nr.     | Bild |
| ---------- | --- | ------------- | ---- |
| (Standort) | Untertägige Befunde der frühen Neuzeit im Bereich der katholischen Pfarrkirche hl. Dreifaltigkeit mit zugehörigem Friedhof in Grainet, darunter die Spuren von Vorgängerbauten bzw. älteren Bauphasen. | D-2-7147-0035 |      |
| (Standort) | Frühneuzeitliche Dorfwüstung Schwendreut. | D-2-7147-0036 |      |
| (Standort) | Untertägige Befunde der frühen Neuzeit im Bereich der ehemaligen Dorfkapelle des abgegangenen Dorfes Schwendreut, darunter die Spuren von Vorgängerbauten bzw. älteren Bauphasen.                      | D-2-7147-0037 |      |
| (Standort) | Untertägige Befunde der frühen Neuzeit im Bereich der Dorfkapelle in Unterseilberg, darunter die Spuren von Vorgängerbauten bzw. älteren Bauphasen.                                                    | D-2-7147-0040 |      |
| (Standort) | Neuzeitliche Schanze am „Goldenen Steig“. | D-2-7147-0041 |      |
| (Standort) | Teilabschnitt des Prachatitzer Zweiges des mittelalterlich-frühneuzeitlichen Altweges „Goldener Steig“.                                                                                                | D-2-7147-0075 |      |
| (Standort) | Teilabschnitt des Prachatitzer Zweiges des mittelalterlich-frühneuzeitlichen Altweges „Goldener Steig“.                                                                                                | D-2-7147-0077 |      |
| (Standort) | Untertägige Befunde der frühen Neuzeit im Bereich der abgegangenen dritten Hobelsberger Glashütte („Bramandlin“).                                                                                      | D-2-7148-0002 |      |
| (Standort) | Goldseifenhügel des späten Mittelalters und der frühen Neuzeit. | D-2-7148-0008 |      |
| (Standort) | Teilabschnitt des Prachatitzer Zweiges des mittelalterlich-frühneuzeitlichen Altweges „Goldener Steig“.                                                                                                | D-2-7148-0024 |      |
| (Standort) | Untertägige Befunde der frühen Neuzeit im Bereich der Wallfahrtskapelle St. Koloman bei Exenbach, darunter die Spuren von Vorgängerbauten bzw. älteren Bauphasen.                                      | D-2-7247-0143 |      |
| (Standort) | Untertägige Befunde des Mittelalters und der frühen Neuzeit im Bereich der katholischen Kirche St. Nikolaus in Grainet, darunter die Spuren von Vorgängerbauten bzw. älteren Bauphasen.                | D-2-7247-0147 |      |
| (Standort) | Untertägige Befunde der frühen Neuzeit im Bereich des abgebrochenen Vorgängerbaus der Kapelle St. Florian in Fürholz.                                                                                  | D-2-7247-0148 |      |
| (Standort) | Untertägige Befunde der frühen Neuzeit im Bereich der Schanze am „Haidweg“. | D-2-7248-0001 |      |
| (Standort) | Untertägige Befunde der frühen Neuzeit im Bereich des abgebrochenen Vorgängerbaus der Marienkapelle in Vorderfreundorf.                                                                                | D-2-7248-0030 |      |